# Rapture of the Deep
| Críticas profissionais | Críticas profissionais |
| Avaliações da crítica  | Avaliações da crítica  |
| Fonte                  | Avaliação              |
| ---------------------- | ---------------------- |
| allmusic               | 3.5 de 5 estrelas.     |
| PopMatters             | 7 de 10 estrelas.      |
| About.com              | 4 de 5 estrelas.       |

Rapture of the Deep é o décimo oitavo álbum de estúdio da banda de hard rock britânica Deep Purple, lançado em novembro de 2005.
O álbum foi produzido por Mike Bradford, que também produziu o álbum anterior, Bananas. Como Bananas, o álbum foi recebido com uma resposta geralmente positiva dos críticos e fãs.

## Faixas
Todas as canções escritas por Ian Gillan, Steve Morse, Roger Glover, Don Airey, e Ian Paice, exceto os anotados.
1. "Money Talks" – 5:32
2. "Girls Like That" – 4:02
3. "Wrong Man" – 4:53
4. "Rapture of the Deep" – 5:55
5. "Clearly Quite Absurd" – 5:25
6. "Don't Let Go" – 4:33
7. "Back to Back" – 4:04
8. "Kiss Tomorrow Goodbye" – 4:19
9. "MTV (limited edition bonus track)" - 4:56
10. "Junkyard Blues" – 5:33
11. "Before Time Began" – 6:30

### Special Tour 2 CD Edition (lançado em junho de 2006)
CD 1 (O álbum de estúdio)
1. "Money Talks" – 5:32
2. "Girls Like That" – 4:02
3. "Wrong Man" – 4:53
4. "Rapture of the Deep" – 5:55
5. "Clearly Quite Absurd" – 5:25
6. "Don't Let Go" – 4:33
7. "Back to Back" – 4:04
8. "Kiss Tomorrow Goodbye" – 4:19
9. "MTV" (limited edition bonus track) – 4:56
10. "Junkyard Blues" – 5:33
11. "Before Time Began" – 6:30

CD 2 (Bônus material: remixes, versão de estúdio do instrumental, faixas ao vivo)
Faixas ao vivo gravados em 10 de outubro de 2005 no Hard Rock Cafe de Londres.
1. "Clearly Quite Absurd" (nova versão)
2. "Things I Never Said" (faixa exclusiva japonesa no CD original)
3. "The Well-Dressed Guitar" (outtake instrumental das sessões do "Bananas")
  - Originalmente escrito por Morse, mas foi creditado por Gillan, Morse, Glover, Airey e Paice.
4. "Rapture of the Deep (ao vivo)"
5. "Wrong Man (ao vivo)"
6. "Highway Star (ao vivo)" (Gillan, Ritchie Blackmore, Glover, Paice)
  - Originalmente escrito por Gillan, Blackmore, Glover, Jon Lord e Paice, mas foi creditado apenas por Gillan, Blackmore, Glover e Paice.
7. "Smoke on the Water (ao vivo)" (Gillan, Blackmore, Glover, Paice)
  - Originalmente escrito por Gillan, Blackmore, Glover, Jon Lord e Paice, mas foi creditado apenas por Gillan, Blackmore, Glover e Paice.
8. "Perfect Strangers (ao vivo)"
  - Originalmente escrito por Gillan, Blackmore e Glover, mas foi creditado por Gillan, Morse, Glover, Airey e Paice.

## Formação
- Ian Gillan - vocal principal e de apoio
- Steve Morse - guitarra
- Don Airey - teclados
- Roger Glover - baixo
- Ian Paice - bateria